# Welch (Teksas)
Welch – jednostka osadnicza w Stanach Zjednoczonych, w stanie Teksas, w hrabstwie Dawson.